# Gartenstraße 43, 44 (Oschersleben)

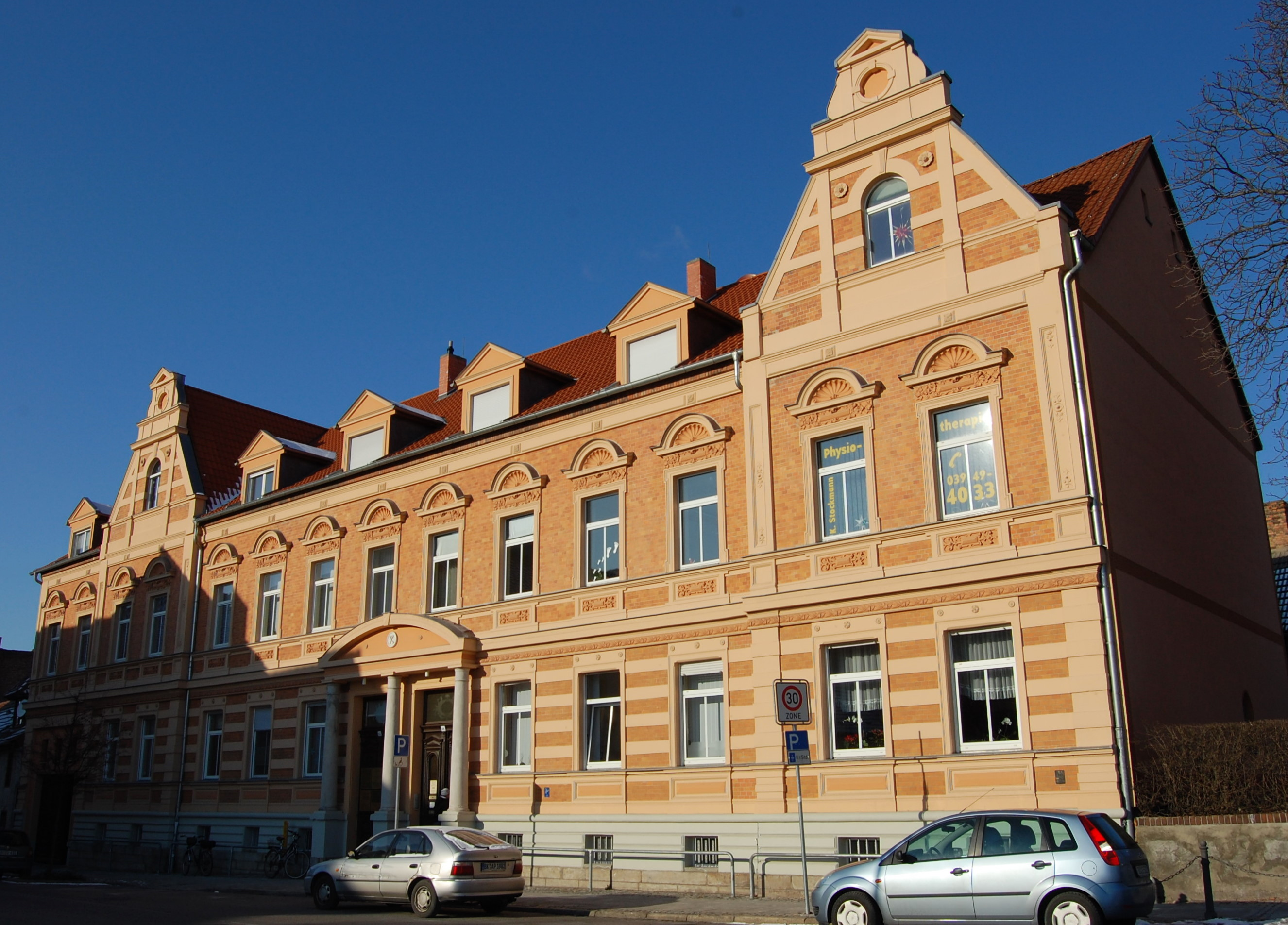
Haus Gartenstraße 43, 44

Das Haus Gartenstraße 43, 44 ist ein denkmalgeschütztes Gebäude in der Stadt Oschersleben in Sachsen-Anhalt.

## Lage
Das Wohnhaus befindet sich nordwestlich der Oschersleber Innenstadt. Es wird als Einzeldenkmal geführt und gehört außerdem zum Denkmalbereich Gartenstraße.

## Architektur und Geschichte
Das als Doppelwohnhaus errichtete Gebäude wurde 1889/1890 durch die Maurermeister Harnisch und Woldt gebaut. Es verfügt über ein mittig gelegenes doppeltes Portal. Am West- und Ostende des Gebäudes befindet sich jeweils ein von einem Giebel bekrönter Risalit. Die Fassade des aus Ziegeln errichteten Gebäudes verfügt über einen historisierenden Schmuckputz.